# Poslední zůstává
Poslední zůstává (v anglickém originále Last Man Standing) je americký akční film z roku 1996. Režisérem filmu je Walter Hill. Hlavní role ve filmu ztvárnili Bruce Willis, Bruce Dern, William Sanderson, Christopher Walken a David Patrick Kelly.

## Obsazení
| Bruce Willis        | John Smith       |
| Bruce Dern          | Ed Galt          |
| William Sanderson   | Joe Monday       |
| Christopher Walken  | Hickey           |
| David Patrick Kelly | Doyle            |
| Karina Lombard      | Felina           |
| Ned Eisenberg       | Fredo Strozzi    |
| Michael Imperioli   | Giorgio Carmonte |
| Leslie Mann         | Wanda            |